# Etheostoma proeliare
Etheostoma proeliare, vrsta malene ribice porodice Percidae, red Perciformes. Ovo je bentopelagijska slatkovodna riba koja nastanjuje neke rijeke na području današnjeg SAD-a, od rijeke Choctawhatchee u Floridi do rijeke San Jacinto u Teksasu, kao i bazen Mississippija. Naraste svega do najviše 4.8 cm, prosječno 3.4 cm.
Hrani se ličinkama i sičušnim životinjicama, kao što su razni račići, izopodi i amfipodi.
Prvi ju je opisao Hay, (1881). Ostali narodni nazivi za nju su cypress darter (eng.) i cypressmutte (danski)